# Lagos Encantados

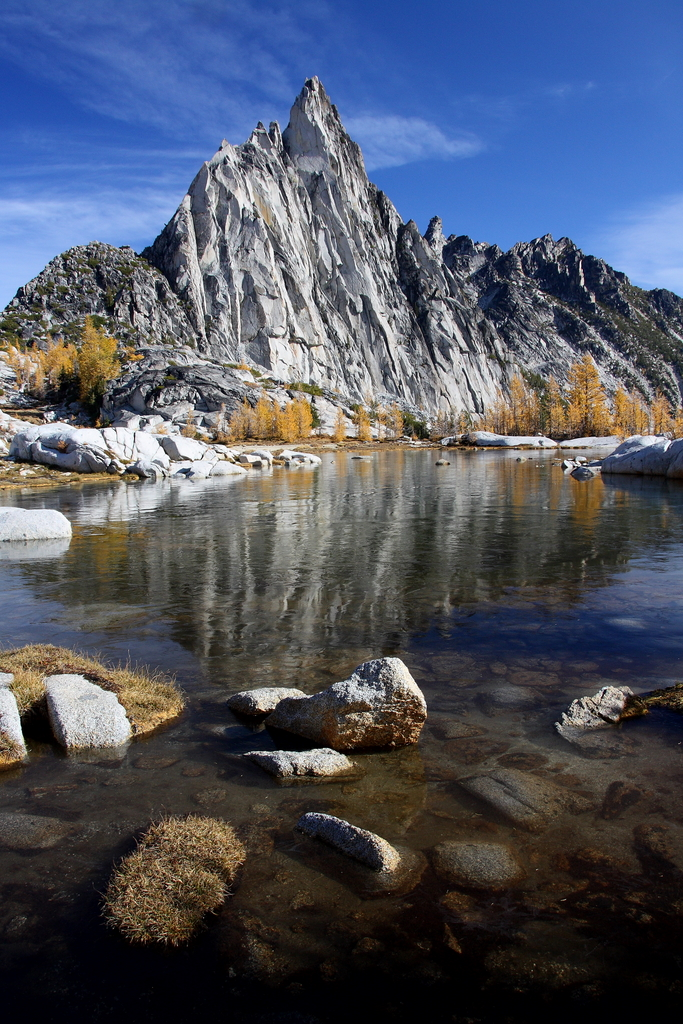

Os Lagos Encantados (em inglês:  The Enchantments) são um conjunto de lagos localizados na Cordilheira das Cascatas, estado de Washington nos Estados Unidos. Os lagos têm uma beleza ímpar num cenários espetacular rodeados pela cordilheira Stuart.